# Карлос Алонсо Гонсалес
Карлос Алонсо Гонсалес (ісп. Carlos Alonso González, нар. 23 серпня 1952, Сантіяна-дель-Мар), відомий за прізвиськом Сантіяна (ісп. Santillana) — іспанський футболіст, який грав на позиції нападника.
Виступав, зокрема, за клуб «Реал Мадрид», а також національну збірну Іспанії.
Дев'ятиразовий чемпіон Іспанії. Чотириразовий володар Кубка Іспанії з футболу. Дворазовий володар Кубка УЄФА.

## Клубна кар'єра
Народився 23 серпня 1952 року в місті Сантіяна-дель-Мар. Вихованець юнацьких команд футбольних клубів «Сателіте» та «Барреда».
У дорослому футболі дебютував 1970 року виступами за команду клубу «Расінг», в якій провів один сезон, взявши участь у 35 матчах чемпіонату. 
1971 року перейшов до клубу «Реал Мадрид», за який відіграв 17 сезонів. Більшість часу, проведеного у складі мадридського «Реала», був основним гравцем атакувальної ланки команди. У складі мадридського «Реала» був одним з головних бомбардирів команди, маючи середню результативність на рівні 0,41 голу за гру першості. За цей час дев'ять разів виборював титул чемпіона Іспанії, ставав володарем Кубка УЄФА (двічі). Завершив професійну кар'єру футболіста виступами за команду «Реал» Мадрид у 1988 році

## Виступи за збірну
1974 року дебютував в офіційних матчах у складі національної збірної Іспанії. Протягом кар'єри у національній команді, яка тривала 15 років, провів у формі головної команди країни 56 матчів, забивши 15 голів.
У складі збірної був учасником чемпіонату світу 1978 року в Аргентині, чемпіонату Європи 1980 року в Італії, чемпіонату світу 1982 року в Іспанії, а також чемпіонату Європи 1984 року у Франції, де разом із командою здобув «срібло».

## Титули і досягнення
- Чемпіон Іспанії (9):

«Реал Мадрид»:  1971–72, 1974–75, 1975–76, 1977–78, 1978–79, 1979–80, 1985–86, 1986–87, 1987–88
- Володар Кубка Іспанії (4):

«Реал Мадрид»:  1973–74, 1974–75, 1979–80, 1981–82
- Володар Кубка іспанської ліги (1):

«Реал Мадрид»:  1985
- Володар Кубка УЄФА (2):

«Реал Мадрид»:  1984–85, 1985–86
Збірні
- Віце-чемпіон Європи: 1984